# Raúl Navas Paúl
|  | No s'ha de confondre amb Raúl Rodríguez Navas. |

Raúl Navas Paúl   (Cadis, 3 de maig de 1978) és un exfutbolista andalús, que ocupava la posició de porter.

## Carrera esportiva
Sorgeix del planter del Cadis CF. La temporada 03/04 puja al primer equip i es consolida jugant 27 partits eixa campanya. Però, no té continuïtat i les dues següents és suplent, inclosa la temporada 05/06 a primera divisió. Entre 2006 i 2008 milita al CD Tenerife.
L'estiu del 2008 fitxa pel Córdoba CF. Amb els andalusos recupera la titularitat, tot jugant 39 partits la temporada 08/09, a la Segona Divisió. Es va retirar el 2018 quan jugava al Lincoln Red Imps Football Club de la Lliga gibraltarenya de futbol.